# Omega Orionis
Omega Orionis (47 Orionis) é uma estrela na direção da constelação de Orion. Possui uma ascensão reta de 05h 39m 11.15s e uma declinação de +04° 07′ 17.3″. Sua magnitude aparente é igual a 4.50. Considerando sua distância de 1622 anos-luz em relação à Terra, sua magnitude absoluta é igual a −1.02. Pertence à classe espectral B3IIIe. É uma estrela variável γ Cassiopeiae.